# Akodon lindberghi
El ratón de Lindbergh  (Akodon lindberghi) es una especie de roedor en la familia Cricetidae. Es endémico de Brasil.
Su hábitat natural son los herbazales húmedos.
La especie fue nombrada así en honor al granjero estadounidense Scott Lindbergh, hijo del célebre aviador Charles Lindbergh.